# Symfonie nr. 34 (Hovhaness)
Alan Hovhaness voltooide zijn Symfonie nr. 34 in 1977.
In de reeks van zijn zevenenzestig symfonieën zijn de meeste (nog) onbekend (gegevens 2017). Van deze symfonie, geschreven voor bastrombone en strijkorkest, verscheen een opnamen in eigen beheer van de bastrombonist Douglas Yeo.
Hovhaness schreef zijn symfonie naar aanleiding van een opdracht van de bastrombonist David Taylor, die het dan ook uitvoerde tijdens de première op 17 januari 1980 in New York. Yeo speelde de symfonie, maar eigenlijk meer een tromboneconcert, in 1988 tweemaal begeleid door de strijkers van het Boston Symphony Orchestra. Hij werd in 1997 opnieuw in de gelegenheid gesteld het werk te spelen, maar dan in Hamamatsu, dat samen met Yamaha Corporation een jaarlijks muziekfestival voor blazers organiseerde. Hij voerde het werk uit met een verzameld strijkorkest onder leiding van Yoshiyuki Yamagashi. Hovhaness paste zijn gebruikelijke hymneachtig compositietechniek toe met veel legato. Het werk bestaat uit vier delen:
- Largo, cadenza
- Andante
- Scherzo
- Andante maestoso.

Symfonie nr. 1 · 2 · 3 · 4 · 5 · 6 · 7 · 8 · 9 · 10 · 11 · 12 · 13 · 14 · 15 · 16 · 17 · 18 · 19 · 20 · 21 · 22 · 23 · 24 · 25 · 26 · 27 · 28 · 29 · 30 · 31 · 32 · 33 · 34 · 35 · 36 · 37 · 38 · 39 · 40 · 41 · 42 · 43 · 44 · 45 · 46 · 47 · 48 · 49 · 50 · 51 · 52 · 53 · 54 · 55 · 56 · 57 · 58 · 59 · 60 · 61 · 62 · 63 · 64 · 65 · 66 · 67